# Zaiicenți, Zinkiv
Zaiicenți (în ucraineană Заїченці) este un sat în comuna Popivka din raionul Zinkiv, regiunea Poltava, Ucraina.

## Demografie
Componența lingvistică a localității Zaiicenți
     Ucraineană (98,17%)
     Rusă (1,83%)
Conform recensământului din 2001, majoritatea populației localității Zaiicenți era vorbitoare de ucraineană (98,17%), existând în minoritate și vorbitori de rusă (1,83%).